# Handala
Ne doit pas être confondu avec la Flottille de la liberté pour Gaza de juillet 2025.

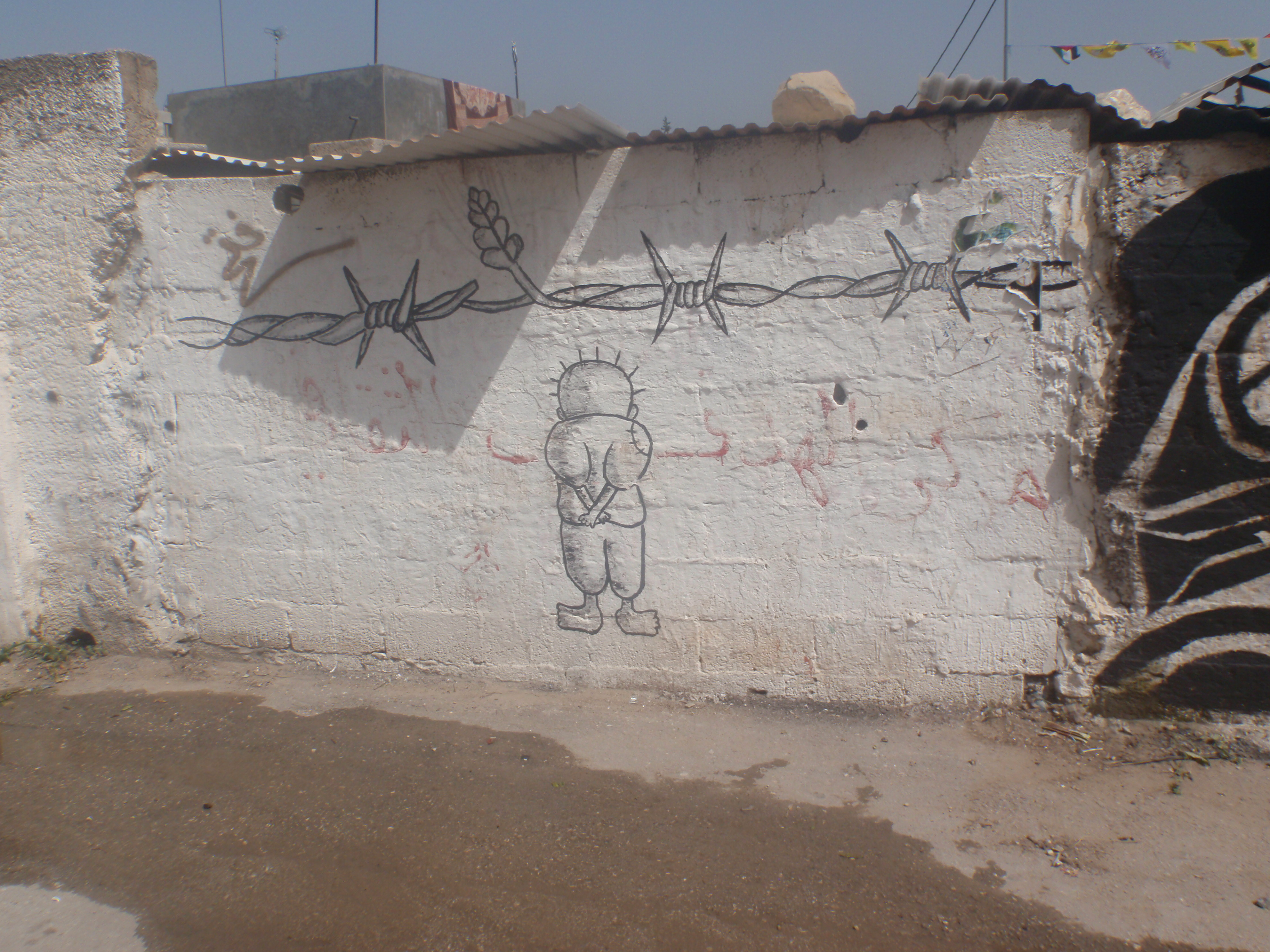
Handala sur un mur à Bil'in

Handala (en arabe : حنظلة ), également Handhala, Hanzala ou Hanthala, est une figure allégorique .
Le personnage est créé en 1969 par le dessinateur de presse Naji al-Ali et prend sa forme actuelle en 1973. Handala devient alors la signature des caricatures de Naji al-Ali. 
Son nom vient d'une plante vivace locale, Colocynthis Citrullus (en arabe : حنظل), au fruit amer, qui repousse à la coupe et a des racines profondes.

## Histoire
Handala apparait pour la première fois dans le journal Al-Seyassah, au Koweït, le 13 juillet 1969,. À partir de 1973, il tourne le dos au spectateur et joint les mains derrière son dos.

Graffiti sur la barrière israélienne de Cisjordanie à Bethléem : Handala et la Liberté en Pietà

Naji al-Ali est assassiné en 1987, mais jusqu'à aujourd'hui, le personnage reste populaire en tant que représentant du peuple palestinien. Il est dessiné sur de nombreux murs et bâtiments en Cisjordanie (notamment sur la barrière israélienne de Cisjordanie), à Gaza et dans d'autres camps de réfugiés palestiniens, et porté comme tatouage et bijoux populaires. Il a également été utilisé par des mouvements tels que Boycott, Désinvestissement et Sanctions et le Mouvement vert iranien.

## Description

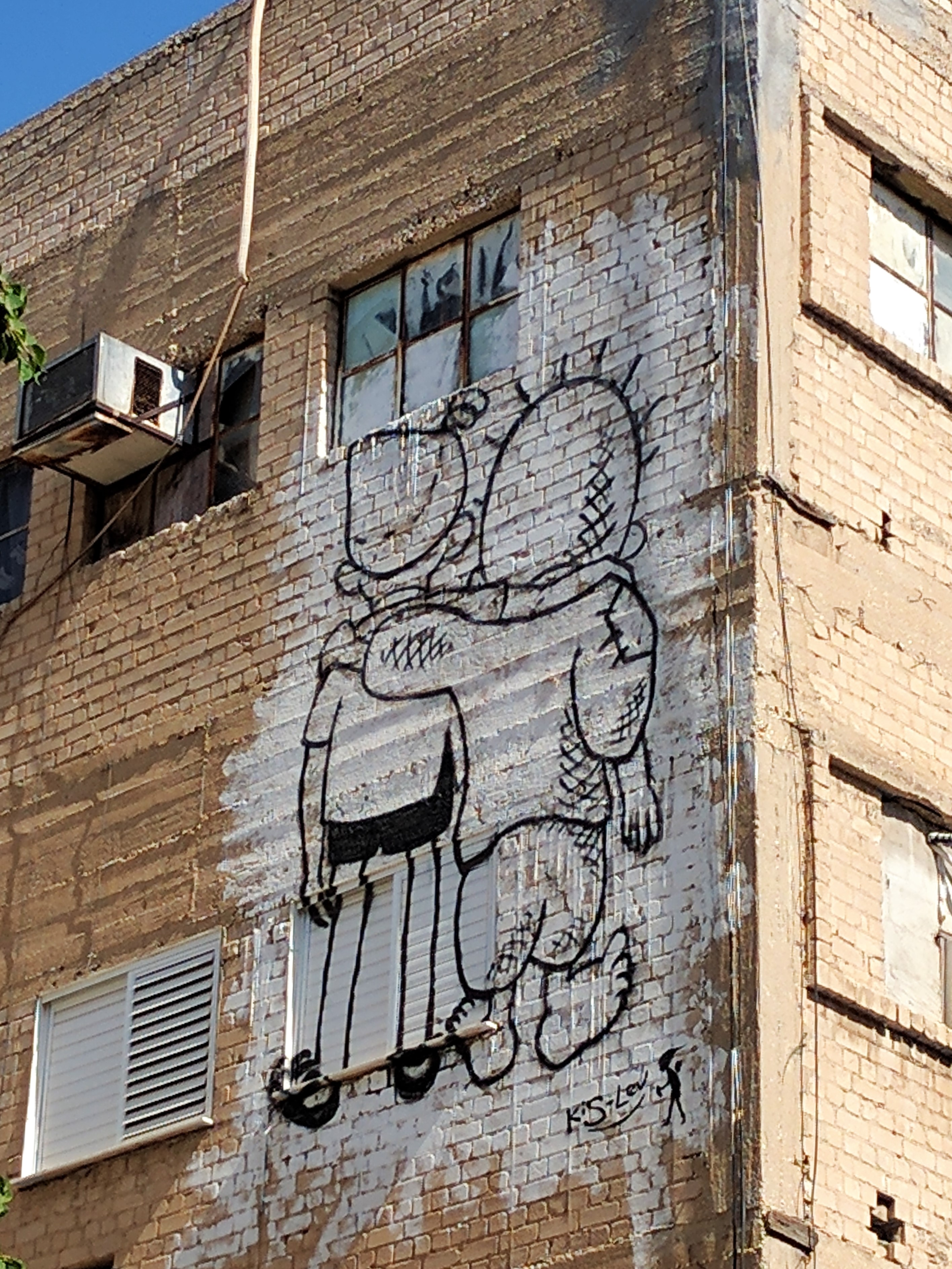
Handala et Srulik, caricatures du Palestinien et de l'Israëlien, réconciliés sur un mur de Tel Aviv-Jaffa

Handala est un petit enfant aux cheveux hérissés,. L'âge de Handala – dix ans – représente l'âge du dessinateur de presse Naji al-Ali en 1948, lorsqu'il est forcé de quitter la Palestine. Les vêtements en haillons de Handala et sa position pieds nus symbolisent la pauvreté des enfants dans les camps de réfugiés palestiniens.  Il tourne le dos : il ne montrera son visage que le jour où le peuple palestinien aura un État indépendant.